# Bijou Theater (Chicago)
Pour les articles homonymes, voir Bijou (homonymie).
Le Bijou Theater est un théâtre pour adulte et un club gay situé au 1349 N. Wells, dans le quartier de Old Town à Chicago. Le Bijou Theater a ouvert ses portes en 1970 et est le plus ancien club gay et théâtre pour adultes aux États-Unis.

## Description
Le Bijou Theater présente un programme de nouveaux spectacles tous les vendredis. Le théâtre est équipé du "Classics Bijou", qui sont des films pour adultes produits par Bijou vidéo dans les années 1970 et 80 diffusés tous les lundis. Le théâtre accueille également des spectacles vivants y compris les missions spéciales des grandes stars porno chaque troisième vendredi du mois.
Un vestibule du théâtre, abrite un comptoir de DVD à l'achat proposant des films gays. Un bureau et  un ordinateur sont mis en place pour des patrons qui voudraient prendre connaissance des annonces du site Web du Bijou pour plus de 14 000 films. Les films figurants sur le site sont alors disponibles à l'achat.
Le Bijou Theater est détenu et exploité par le pornographe américain Steven Toushin. Il a été fondé par Phil Harvey et Larry Flynt.